# Кузнецовський (Талицький міський округ)
Кузнецо́вський (рос. Кузнецовский) — селище у складі Талицького міського округу Свердловської області.
Населення — 745 осіб (2010, 912 у 2002).
Національний склад станом на 2002 рік: росіяни — 97 %.